# Daouda Karaboué
Daouda Karaboué, né le 11 décembre 1975 à Abidjan (Côte d'Ivoire), est un ancien handballeur français. Évoluant au poste de gardien de but, il est avec l'équipe de France double champion olympique, double champion du monde et double champion d'Europe. En club, il a notamment remporté neuf titres de champion de France avec le Montpellier Handball.

## Biographie

### Enfance et arrivée en France
Daouda Karaboué nait à Abidjan, le 11 décembre 1975. Il a un peu plus de 2 ans quand ses parents divorcent. Sa mère s'exile aux États-Unis, Daouda reste à Abidjan avec son père, qui le place chez des oncles. « Avec son métier et ses fréquents déplacements à l'étranger, il ne pouvait pas toujours s'occuper de moi. » Séparé de sa sœur, qui a suivi sa mère, le jeune garçon se sent un peu déboussolé. « Mon père a eu deux enfants avec ma mère, et beaucoup d'autres depuis », raconte-t-il. Daouda conserve le souvenir d'une enfance malgré tout heureuse, rythmée par les parties de pêche, de chasse et de foot. L'intérêt qu'il porte à l'école se dilue dans ses envies de liberté et de grand air. Enfant un peu lunaire, solitaire et rêveur, il se sent dépassé par l'importance que son père accorde aux études, raison pour laquelle ce dernier le fait venir en France, où ses obligations professionnelles l'ont conduit.
Il arrive en France en 1984 avec son père, qui n'est autre que le chauffeur de l'épouse du président ivoirien Félix Houphouët-Boigny qui est régulièrement en vacances sur la Côte d'Azur, à Cannes notamment. Daouda a alors à peine 10 ans. Il est placé dans un foyer, et le sport commence à occuper une place prépondérante dans sa vie. Le gymnase devient son second foyer. Vite considéré comme un "surdoué du ballon", et de tous les ballons, il débute alors la pratique du handball dans le club du Mandelieu Handball. Michel Méra et Ange Bartoli, les deux techniciens du club azuréen le prennent rapidement sous leur protection. « Je leur dois beaucoup, ils m'ont donné les bases, dans le hand et dans la vie », dit-il.

### Parcours professionnel en club
En 1993, le jeune gardien de but d'à peine 18 ans rejoint le Montpellier Handball. « Pour moi, c'était génial. Je sortais du foyer et j'arrivais dans un club qui me prenait en charge. En même temps, j'étais libre. Libre... mais seul. ». Son père est reparti depuis longtemps, sa mère et sa sœur cadette vivent toujours aux États-Unis.
Avec le club de Montpellier, Daouda décroche plusieurs titres nationaux. Les supporteurs, qui l'ont surnommé « Doudou », l'adorent. Hors du terrain, il gère sa fondation et bichonne ses automobiles. Il tente aussi de développer une marque de vêtements (Masengu) avec Damien et Christophe Kabengele, deux handballeurs originaires de RD Congo. « Un délire entre potes », précise-t-il, qui se souvient avoir préparé un diplôme de styliste de mode quand il se cherchait encore un avenir à Mandelieu.
A 24 ans, Daouda Karaboué se trouve une nouvelle fois à la croisée des chemins. De son chemin, qui l'a conduit de la Côte d'Ivoire à la métropole de l'Hérault dans le Sud de la France ; de celui qui l'a sorti de l'anonymat d'un foyer de jeunes pour le conduire à la lumière, et lui faire découvrir les honneurs du sport de haut niveau. Car après avoir promené sa dégaine nonchalante et ses tresses de rasta dans les buts de la meilleure équipe française de la décennie (Montpellier a enlevé quatre titres de champion de France, dont trois consécutivement en 1998 - 1999 - 2000), Daouda Karaboué va de nouveau prendre le chemin de l'exil. 
Daouda s'en va rejoindre en 2000 le club allemand du VfL Hameln. Bien que le championnat allemand passe pour le meilleur du monde, Daouda connaît une première saison plutôt tranquille. Jusqu'à ce que le club de Hameln soit lâché par ses partenaires économiques. « L'ambiance était pourrie, j'ai perdu deux mois de salaire dans l'affaire et je me suis blessé  : une vraie galère », commente-t-il. L'expérience n'est pourtant pas entièrement négative : « Ma fille, Thanys, est née là-bas le 24 mars. Cela m'a aidé à relativiser les choses. Ensuite, j'ai joué aux Grasshopper Zurich. En Suisse, la qualité de vie était extraordinaire, mais le niveau de jeu un peu faible. ».
En 2004, Karaboué revient à Montpellier, en tant que titulaire. Cette même année, il est enfin naturalisé Français : « Cela a pris beaucoup de temps car je n'étais pas une priorité pour l'équipe de France et finalement moins d'un an après ils m'ont appelé pour intégrer le groupe. ». Il connait sa première sélection en Équipe de France le 5 juin 2004.
En 2006, Daouda accompagné des handballeurs Damien Kabengele et Nicolas Ivakno créent Daouda Karaboué Handball Cœur Afrique. L'association a pour mission de faciliter l'accès à la pratique sportive des jeunes Ivoiriens, de participer à leur éducation et leur intégration sociale tout en aidant la pouponnière d'Adjamé et l'orphelinat de Bingerville.
En 2010, Daouda signe un contrat avec le Fenix Toulouse Handball pour trois ans. Le 6 juin 2013, il met un terme à sa carrière contre le club de Cesson-Sévigné lors du dernier match de championnat de la saison.

### Parcours en Équipe de France

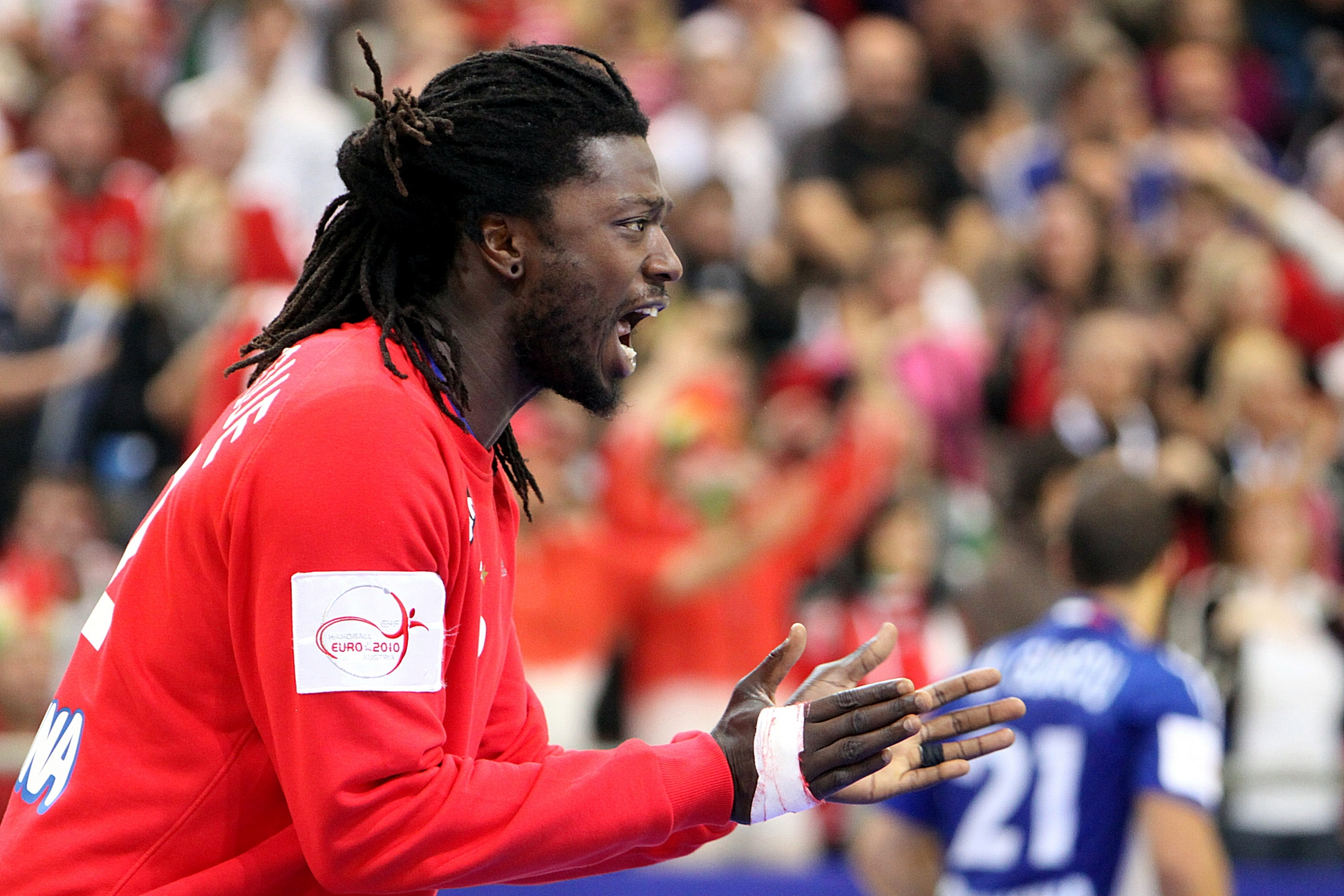
Daouda Karaboué, le 19 janvier 2010.

Ivoirien, il doit obtenir la nationalité française avant de pouvoir être sélectionné en équipe de France. En instance de naturalisation française depuis juin 1999, sa requête est une première fois refusée le 28 novembre 2001 au motif qu'il n'habite plus en France.
Enfin naturalisé en 2004, il connaît ainsi sa première sélection en équipe de France le 5 juin 2004 contre la Slovaquie à l'occasion des qualifications pour le Mondial 2005. Ce Championnat du monde 2005 est justement sa première compétition officielle, conclue par la médaille de bronze. Puis, bien que deuxième gardien derrière Thierry Omeyer, Claude Onesta lui maintient sa confiance et Karaboué est tour à tour champion d'Europe en 2006, champion olympique en 2008, champion du monde en 2009. Puis il remporte un deuxième titre dans chacune des compétitions : champion d'Europe en 2010, champion du monde en 2011 et enfin champion olympique en 2012.
Il connaît sa 151e et dernière sélection le 23 janvier 2013 contre la Croatie au Championnat du monde 2013.

### Vie privée
Daouda a 2 filles, Thanys née en 2001 et Nya, née en 2013. Il est aussi le parrain du Handball Club Objat Correze.

## Palmarès

### Club
- Vainqueur du Championnat de France (9) : 1995, 1998, 1999, 2000, 2005, 2006, 2008, 2009, 2010
- Vainqueur de la Coupe de France (7) : 1999, 2000, 2005, 2006, 2008, 2009, 2010
- Vainqueur de la Coupe de la Ligue (5) : 2005, 2006, 2007, 2008, 2010

### Équipe nationale
Jeux olympiques
- Médaille d'or aux Jeux olympiques de 2008 de Pékin,  République populaire de Chine
- Médaille d'or aux Jeux olympiques de 2012 de Londres,  Royaume-Uni

Championnats du monde
- Médaille de bronze au Championnat du monde 2005 en  Tunisie
- Médaille d'or au Championnat du monde 2009 en Croatie
- Médaille d'or au Championnat du monde 2011 en  Suède
- 6e place au Championnat du monde 2013 en Espagne

Championnats d'Europe
- Médaille d'or en Championnat d'Europe 2006 en  Suisse
- Médaille de bronze en Championnat d'Europe 2008 en  Norvège
- Médaille d'or en Championnat d'Europe 2010 en  Autriche
- 11e place au Championnat d'Europe 2012 en Serbie

## Distinction
- Chevalier de la Légion d'honneur en 2008[5]